# Predrag Rajković
Predrag Rajković (ser. Предраг Рајковић, ur. 31 października 1995 w Negotinie) – serbski piłkarz, grający na pozycji bramkarza w saudyjskim klubie Al-Ittihad. 
Reprezentant Serbii.

## Kariera klubowa
Swoją karierę piłkarską Rajković rozpoczął w 2002 roku klubie Hajduk Veljko. W 2009 roku podjął treningi w FK Jagodina. W 2012 roku awansował do pierwszego zespołu. 9 marca 2013 zadebiutował w nim w Super Lidze w przegranym 0:1 meczu z Partizanem Belgrad. W sezonie 2012/2013 zdobył z Jagodiną Puchar Serbii. Przez półtora roku rozegrał w barwach Jagodiny 3 ligowe mecze.
Na początku 2014 roku Rajković odszedł do Crvenej zvezdy. Swój debiut w niej zaliczył 28 maja 2014 w zremisowanym 3:3 wyjazdowym meczu z Vojvodiną Nowy Sad. W sezonie 2013/2014 wywalczył ze Crveną Zvezdą mistrzostwo Serbii. W sezonie 2014/2015 stał się podstawowym bramkarzem Crvenej zvezdy. Został z nią wicemistrzem kraju.
Latem 2015 roku Rajković przeszedł do Maccabi Tel Awiw. Swój debiut w nim zanotował 30 sierpnia 2015 w wygranym 1:0 wyjazdowym meczu z Hapoelem Beer Szewa. W sezonach 2015/2016, 2016/2017 i 2017/2018 wywalczył z nim trzy wicemistrzostwa Izraela, a w sezonie 2018/2019 został mistrzem Izraela.
Latem 2019 Rajković został zawodnikiem francuskiego Stade de Reims. Swój debiut w nim zaliczył 10 sierpnia 2019 w zwycięskim 2:0 wyjazdowym meczu z Olympique Marsylia.
W 2022 r. Rajković podpisał kontrakt z RCD Mallorcą.
W 2024 bramkarz przeszedł do saudyjskiego Al-Ittihad.

## Kariera reprezentacyjna
W swojej karierze Rajković grał w młodzieżowych reprezentacjach Serbii. W latach 2013 i 2014 był w reprezentacji Serbii U-19 na Mistrzostwach Europy U-19 2013 i 2014. Z kolei w 2015 roku wystąpił na Mistrzostwach Świata U-20. Z Serbią wywalczył mistrzostwo świata oraz został wybrany najlepszym bramkarzem tej imprezy.
W reprezentacji Serbii Rajković zadebiutował 14 sierpnia 2013 w przegranym 0:1 towarzyskim meczu z Kolumbią, gdy w 88. minucie zmienił Damira Kahrimana.

## Statystyki kariery
Stan na 21 maja 2022
| Sezon   | Klub             | Kraj    | Rozgrywki   | Mecze | Gole |
| ------- | ---------------- | ------- | ----------- | ----- | ---- |
| 2012/13 | FK Jagodina      | Serbia  | Super Liga  | 2     | 0    |
| 2013/14 | FK Jagodina      | Serbia  | Super Liga  | 1     | 0    |
| 2013/14 | Crvena Zvezda    | Serbia  | Super Liga  | 1     | 0    |
| 2014/15 | Crvena Zvezda    | Serbia  | Super Liga  | 28    | 0    |
| 2015/16 | Crvena Zvezda    | Serbia  | Super Liga  | 6     | 0    |
| 2015/16 | Maccabi Tel Awiw | Izrael  | Ligat ha’Al | 34    | 0    |
| 2016/17 | Maccabi Tel Awiw | Izrael  | Ligat ha’Al | 35    | 0    |
| 2017/18 | Maccabi Tel Awiw | Izrael  | Ligat ha’Al | 36    | 0    |
| 2018/19 | Maccabi Tel Awiw | Izrael  | Ligat ha’Al | 31    | 0    |
| 2019/20 | Stade de Reims   | Francja | Ligue 1     | 27    | 0    |
| 2020/21 | Stade de Reims   | Francja | Ligue 1     | 37    | 0    |
| 2021/22 | Stade de Reims   | Francja | Ligue 1     | 37    | 0    |